# Christian Annan
Christian Annan, né le 3 mai 1978 à Accra au Ghana, est un footballeur international hongkongais d'origine ghanéenne au poste d'attaquant.
Il compte 10 sélections en équipe nationale depuis 2014. Il joue actuellement pour le club hongkongais du Kitchee.

## Biographie

### Carrière internationale
Christian Annan est convoqué pour la première fois par le sélectionneur national Kim Pan-gon pour un match des éliminatoires de la Coupe d'Asie 2015 face au Viêt Nam le 5 mars 2014. Il sort à la 30e minute à la place de Lam Hok Hei (défaite 3-1).
Il compte une sélection et zéro but avec l'équipe de Hong Kong depuis 2014.

## Palmarès

### En club
- Avec le Tai Po :
  - Vainqueur de la Coupe de Hong Kong en 2009

- Avec le Kitchee :
  - Champion de Hong Kong en 2014

### Distinctions personnelles
- Membre de l'équipe-type du Championnat de Hong Kong en 2007

## Statistiques

### Statistiques en club
Le tableau ci-dessous résume les statistiques en match officiel de Christian Annan durant sa carrière de joueur professionnel.
| Saison                | Club                  | Championnat           | Championnat | Championnat | Coupe nationale | Coupe nationale | Coupe de la Ligue | Coupe de la Ligue | Compétition(s) continentale(s) | Compétition(s) continentale(s) | Compétition(s) continentale(s) | Hong Kong | Hong Kong | Total | Total |
| Saison                | Club                  | Division              | M.          | B.          | M.              | B.              | M.                | B.                | Comp.                          | M.                             | B.                             | M.        | B.        | M.    | B.    |
| 2005 - 2006           | Eastern               | Second Division       | 8           | 14          | 3               | 0               | -                 | -                 | -                              | -                              | -                              | -         | -         | 11    | 14    |
| 2006 - 2007           | Tai Po                | First Division        | 15          | 5           | 2               | 0               | 4                 | 1                 | -                              | -                              | -                              | -         | -         | 21    | 6     |
| 2007 - 2008           | Tai Po                | First Division        | 18          | 7           | 4               | 0               | 4                 | 0                 | -                              | -                              | -                              | -         | -         | 26    | 7     |
| 2008 - 2009           | Tai Po                | First Division        | 23          | 9           | 4               | 2               | 3                 | 1                 | -                              | -                              | -                              | -         | -         | 30    | 12    |
| 2009 - 2010           | Tai Po                | First Division        | 18          | 3           | 4               | 1               | -                 | -                 | AC                             | 6                              | 1                              | -         | -         | 28    | 5     |
| 2010 - 2011           | Tai Po                | First Division        | 18          | 4           | 6               | 4               | 1                 | 0                 | -                              | -                              | -                              | -         | -         | 25    | 8     |
| 2011 - 2012           | Tai Po                | First Division        | 15          | 7           | 5               | 4               | 1                 | 0                 | -                              | -                              | -                              | -         | -         | 21    | 11    |
| 2012 - 2013           | Tai Po                | First Division        | 17          | 7           | 11              | 7               | 1                 | 0                 | -                              | -                              | -                              | -         | -         | 29    | 14    |
| 2013 - 2014           | Kitchee               | First Division        | 16          | 5           | 5               | 0               | -                 | -                 | -                              | -                              | -                              | 1         | 0         | 22    | 5     |
| 2014 - 2015           | Kitchee               | First Division        | -           | -           | -               | -               | -                 | -                 | -                              | -                              | -                              | -         | -         | 0     | 0     |
| Total sur la carrière | Total sur la carrière | Total sur la carrière | 148         | 61          | 44              | 18              | 13                | 2                 | -                              | 6                              | 1                              | 1         | 0         | 212   | 82    |